# La Casella (Monistrol de Calders)
La Casella fou una caseta de peons caminers del terme municipal de Monistrol de Calders, de la comarca del Moianès.
Actualment convertida en casa de residència eventual, aquesta antiga caseta de peons caminers és al costat mateix de la fita quilomètrica número 32 de la carretera B-124, 300 metres al sud de la masia del Solà i del Pont del Solà, a l'esquerra del torrent de l'Om i al nord-oest del Camp del Mestre Plans.